# GameStop
GameStop Corp. è un'azienda statunitense con sede nella città di Grapevine (Texas). È il più grande rivenditore di videogiochi nuovi e usati nel mondo, ma si occupa anche della vendita di accessori per videogiochi, console ed altri apparecchi elettronici, nonché di giochi da tavolo.
Fondata nel 1980 come Babbage's Inc., ha assunto l'attuale denominazione nel 2000.

## Storia

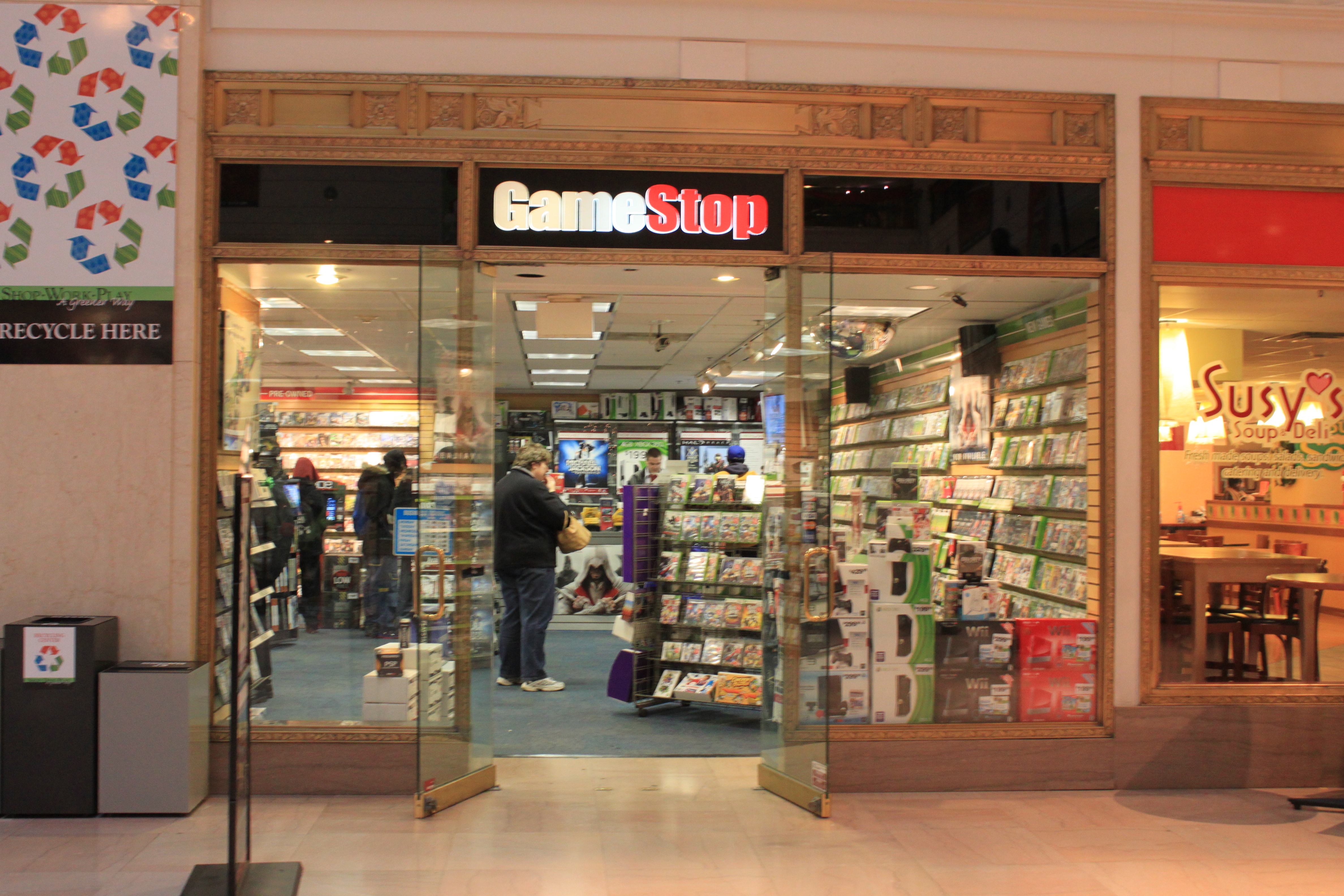
Negozio di GameStop a Cleveland.

La compagnia conta più di 4.800 negozi dislocati in 17 paesi diversi. I negozi operano sotto i marchi GameStop, Software Etc., FuncoLand ed EB Games (quest'ultimo è entrato in GameStop nel 2005 in seguito ad una fusione). GameStop è presente anche sul Web attraverso gli e-commerce GameStop.com e precedentemente su EBgames.com, tramite il magazine Game Informer (anche in formato cartaceo). Dal novembre del 2009 è attivo anche in Italia il sito di e-commerce GameStop.it.
GameStop vende anche accessori come telecomandi Wii o DualShock per PlayStation prodotti da GameStop stessa. GameStop possiede inoltre 4 tipi di Cards che fanno accedere a sconti sempre più alti: "Gamestop Card+level1", "Gamestop Card+level2", "GameStop Card+level3" e "GameStop Card+epic". I giochi o gli accessori usati possono essere rivenduti, il prezzo è poi deciso in base ad una quotazione di mercato dei giochi o degli accessori.
GameStop raccoglie 551 milioni di dollari in un primo aumento di capitale nell'aprile 2021, poi 1,13 miliardi di dollari in un secondo aumento di capitale nel giugno 2021. Il 3 maggio 2021, la società ha annunciato di aver utilizzato parte di questo denaro per pagare anticipatamente tutti i suoi debiti a lungo termine, vale a dire 216,4 milioni di dollari in obbligazioni al 10% di interesse, il cui rimborso era normalmente dovuto nel 2023.
A maggio 2023 esce la notizia che chiude GameStop Irlanda.
A novembre 2024 esce la notizia che GameStop Italia è stata venduta a Cidiverte, azienda italiana attiva nella distribuzione di videogiochi ma anche sul mercato retail tramite la catena Gamelife di sua proprietà. Alcuni giorni dopo GameStop chiude anche in Germania.
A gennaio 2025 esce la notizia che altri negozi GameStop stanno chiudendo in tutto il mondo.
A febbraio 2025 GameStop Corporation annuncia che le divisioni canadesi e francesi dell'azienda sono ora in vendita.
A marzo 2025 aprono in Italia i primi negozi Gamelife, mentre negli USA chiudono altri negozi. Ad Aprile 2025 esce la notizia che GameStop Italia cambia nome.
A giugno 2025 Ryan Cohen, CEO di GameStop, dichiara che il futuro dell'azienda non risiede più nei videogiochi ma anzi guarda con sempre più forza al mercato delle carte collezionabili, Pokémon Trading Card Game in particolare.

## Collaborazioni e fondazioni

### GameTrust Games
Nel gennaio 2016 GameStop ha annunciato una collaborazione con Insomniac Games per il videogioco Song of the Deep. Il dirigente di GameStop Mark Stanley ha detto che voleva aiutare la catena ad avere una comunicazione più diretta con i giocatori, che quindi doveva espandersi ad altri accordi di distribuzione simili con altri sviluppatori se Song of the Deep avesse avuto successo; effettivamente ad aprile 2016 GameStop ha annunciato che stava formalmente creando la divisione "GameTrust Games" all'interno dell'azienda per fungere da editore per sviluppatori di medie dimensioni. Oltre a Insomniac Games, GameTrust ha annunciato che stava lavorando con Ready at Dawn, Tequila Softworks e Frozenbyte per preparare altri titoli da pubblicare entro la fine del 2016.

### Microsoft e Younited Credit
Nel 2021 GameStop avvia una collaborazione con Microsoft e Younited Credit sul mercato italiano dedicata al programma Xbox All Access.

## Caso boom azioni GameStop
Il 27 gennaio 2021 le azioni di GameStop, quotate a inizio anno a 17$, sono schizzate alla esorbitante cifra di 483$. Ciò può essere ricondotto al gruppo Reddit r/wallstreetbets, avente 9,4 milioni di iscritti e con temi di discussione che includono trading di azioni e opzioni. L'acquisto di ingenti quantità di azioni dell'azienda ha causato quello che in gergo finanziario si definisce "short squeeze", determinando un aumento vertiginoso del prezzo. L'effetto di tale fenomeno si manifestò solo parzialmente in quanto fu messo un freno allo "squeeze" oscurando il tasto "buy" e lasciando attivo solo il tasto "sell", in modo tale che gli azionisti non avessero altra scelta che vendere. Questo disinnescò lo short squeeze salvando i grandi fondi speculativi da una catastrofe finanziaria ben peggiore. Ciò ha sollevato enormi polemiche in quanto il blocco agli acquisti, considerato manipolazione del mercato, è stato messo appositamente per evitare che i piccoli risparmiatori si arricchissero oltremodo a discapito dei grandi fondi speculativi, mentre in tutti gli altri casi di short squeeze a parti invertite i grandi fondi speculativi hanno sempre potuto arricchirsi a discapito dei piccoli risparmiatori senza nessun ostacolo. Per questo motivo tale vicenda è utilizzata come esempio accademico di mercato azionario pilotato.
La vicenda viene narrata nel film del 2023 Dumb Money.